# Ceylanopsyche koluandura
Ceylanopsyche koluandura là một loài Trichoptera. Họ của nó vẫn còn chưa chắc chắn. Chúng phân bố ở miền Ấn Độ - Mã Lai.